# Leo von Schleinitz
Leo Freiherr von Schleinitz (* 25. April 1841 in Landsberg an der Warthe; † 1. November 1915 in Meiningen) war ein preußischer Generalleutnant und Oberhofmarschall des Herzogs von Sachsen-Meiningen.

## Leben

### Herkunft
Leo war der jüngste Sohn des preußischen Oberst Georg von Schleinitz (1796–1878) und dessen zweiter Ehefrau Franziska, geborene Rößler (1811–1879).

### Militärkarriere
Nach dem Besuch der Kadettenhäuser in Kulm und Berlin wurde Schleinitz am 17. Mai 1859 als Sekondeleutnant dem 2. Garde-Regiment zu Fuß der Preußischen Armee überwiesen. Von 1862 bis 1866 war er als Erzieher und Lehrer an das Kadettenhaus in Berlin kommandiert. Im folgenden Krieg gegen Österreich trat Schleinitz zum Regiment zurück und befand sich ab dem 3. Juli 1866 als Ordonnanzoffizier im Gefolge des Kronprinzen Friedrich Wilhelm. In dieser Eigenschaft nahm er an der Schlacht bei Königgrätz sowie am anschließenden Zug durch Böhmen und Mähren bis Eisgrub teil.
Ende Oktober 1866 avancierte er zum Premierleutnant und diente 1867/68 als Regimentsadjutant. Mitte März 1869 wurde Schleinitz militärischer Begleiter des Erbprinzen Bernhard von Sachsen-Meiningen, mit dem er an die Universität Heidelberg ging. Als solcher nahm er 1870/71 während des Krieges gegen Frankreich an den Schlachten bei Wörth, Sedan sowie Orléans teil, stieg Mitte November 1870 zum Hauptmann auf und wurde mit dem Eisernen Kreuz II. Klasse ausgezeichnet. Nach dem Friedensschluss kehrte er mit dem Erbprinzen zunächst an die Universität nach Heidelberg zurück, der dann seine Studien in Leipzig fortsetzte. Im Anschluss daran unternahmen beide eine neunmonatige Studienreise nach Griechenland, die Türkei und Ägypten, auf der er das Kommandeurskreuz des Erlöser-Ordens und den Mecidiye-Orden III. Klasse erhielt.
Am 23. September 1873 wurde Schleinitz von seinem Kommando entbunden, war seinem Stammregiment zunächst aggregiert und kam Anfang August 1874 mit der Ernennung zum Kompaniechef in das Westfälische Jäger-Bataillon Nr. 7 nach Bückeburg. Ab Mitte Februar 1879 folgte eine Verwendung als Flügeladjutant des Herzogs Georg II. von Sachsen-Meiningen sowie Ende März 1879 seine Beförderung zum Major. Mit der Ernennung zum Kommandeur des II. Bataillons im 1. Schlesischen Grenadier-Regiment Nr. 10 kehrte er am 6. Dezember in den Truppendienst zurück. Am 6. Juli 1886 beauftragte man Schleinitz zunächst mit den Funktionen des etatmäßigen Stabsoffiziers im 5. Thüringischen Infanterie-Regiment Nr. 94 (Großherzog von Sachsen) und wurde am 18. November 1886 mit der Beförderung zum Oberstleutnant zum Stabsoffizier ernannt. Unter Stellung à la suite beauftragte man ihn dann am 16. Februar 1889 mit der Führung des 2. Rheinischen Infanterie-Regiments Nr. 28. Als Oberst war Schleinitz bis zum 28. März 1892 Regimentskommandeur in Koblenz. Anschließend erfolgte mit der Beförderung zum Generalmajor seine Versetzung als Kommandeur der 21. Infanterie-Brigade nach Breslau. In gleicher Eigenschaft war er vom 26. November 1892 bis zum 15. Juni 1894 bei der 31. Infanterie-Brigade in Trier tätig und wurde dann zum Kommandanten von Altona und über die in Hamburg garnisonierten Truppen ernannt. Unter Belassung in seinem Verhältnis als Kommandant über die in Hamburg stehenden Truppen wurde Schleinitz am 2. Februar 1895 zu den Offizieren von der Armee versetzt und bis auf weiteres mit der Wahrnehmung der Geschäfte eines Kommandanten in Altona beauftragt. Am 6. April 1895 erhielt er seine Ernennung zum Kommandanten von Altona und zugleich auch über die in Wandsbek stehenden Truppen. In dieser Stellung wurde ihm am 18. August 1895 der Charakter als Generalleutnant verliehen und er Ende des Jahres 1898 mit dem Großkreuz mit Schwertern des Herzoglich Sachsen-Ernestinischen Hausordens ausgezeichnet. Schleinitz nahm am 15. Mai 1900 seinen Abschied mit Pension.
Nach seiner Verabschiedung stand Schleinitz ab dem 9. Januar 1907 als Oberhofmarschall im Dienst des Herzogs von Sachsen-Meiningen. In dieser Eigenschaft erhielt er im März 1910 die Erlaubnis zur Annahme des Großkreuzes des Albrechts-Ordens, des Hausordens vom Weißen Falken oder der Wachsamkeit und des Hausordens von Oranien sowie des Ehrenkreuzes I. Klasse des Lippischen Hausordens.

### Familie
Schleinitz hatte sich am 5. Oktober 1877 mit Margarethe von Larisch (* 1848), verwitwete von Hahnke, verheiratet. Die Ehe blieb kinderlos.